# Конкуренция в области искусственного интеллекта
Конкуренция в области искусственного интеллекта — динамичная борьба за лидерство между ключевыми игроками, такими как США, Китай, Европа и Россия, которая определяет технологический и геополитический ландшафт. Эта конкуренция охватывает разработку передовых моделей ИИ, привлечение талантливых специалистов и стремление к доминированию на быстрорастущем рынке ИИ, который, по прогнозам, достигнет 3 трлн долларов.

## Ключевые игроки
- OpenAI является одним из лидеров на рынке ИИ, однако высокая стоимость и закрытый код цифровых продуктов ограничивают их доступность[3].
- Google делает ставку на интеграцию ИИ в свою обширную экосистему, включая поиск, Android и другие сервисы[4].
- Meta фокусируется на использовании ИИ для внутренних задач, таких как модерация контента и оптимизация рекламы[5][6].
- Компания xAI, основанная Илоном Маском и выпустившая Grok, делает ставку на коммерческую интеграцию[7][8].
- Яндекс использует ИИ в аналитике, поиске, улучшении пользовательского опыта и в рекламе[9].
- Сбер применяет ИИ в кредитном скоринге, Antifraud-системах, обработке документов. Некоторые разработки компании включают Kandinsky, GigaChat и SberIDP Skills.
- VK активно внедряет ИИ в собственные проекты и помогает использовать технологии другим крупным компаниям. Некоторые разработки VK включают VK Cloud и IT-решения, разработанные в сотрудничестве с «ГМК Норникель»[10].
- Baidu активно интегрирует ИИ в свои поисковые сервисы и разрабатывает беспилотные технологии. Однако за пределами Китая влияние Baidu остается ограниченным из-за языковых и культурных барьеров, а также регуляторных ограничений[11][12].
- Mistral фокусируется на разработке энергоэффективных и локализованных решений для Европейского союза. Компания привлекла значительные средства от инвесторов, включая поддержку Еврокомиссии, что свидетельствует о растущем интересе к европейским ИИ-разработкам[13].

## Конкуренция за кадры
По информации на июль 2025 года, конкуренция за специалистов в сфере искусственного интеллекта (ИИ) достигла исторического максимума. Крупные компании и стартапы создают всё более выгодные условия, чтобы переманить топовых разработчиков.
Стартап Thinking Machines Lab, основанный бывшим техническим директором OpenAI Мирой Мурати, предлагает некоторым сотрудникам зарплаты до 500 тыс. долларов в год. Эти данные включают только базовые оклады, без учёта премий, бонусов, опционов и других видов поощрений. Для сравнения: OpenAI платит техническим специалистам в среднем 292 тыс. долларов в год. Самая высокая зарплата составляет 530 тыс. долларов в год, самая низкая — 200 тыс. долларов в год. В Anthropic это 690 тыс. долларов и 300 тыс. долларов в год соответственно при средней зарплате в 387,5 тыс. долларов в год.
По данным на 1 июля 2025 года, компания Meta переманила четырёх ведущих специалистов из OpenAI, которые участвовали в создании ChatGPT. По слухам, каждый из них получил бонус в размере около 100 млн долларов. В соцсетях пользователи провели параллели со спортом, указав, что трансфер Криштиану Роналду в мадридский «Реал» стоил меньше, чем привлечение Юй Цзяхуэя из OpenAI в Meta. Сэм Альтман, глава OpenAI, раскритиковал Meta за переманивание ИИ-специалистов, заявив, что остаться в OpenAI — «единственный выход» для тех, кто хочет развивать общий искусственный интеллект (AGI). Он также выразил уверенность в том, что «миссионеры победят» в этой конкуренции. Альтман намекнул, что руководство OpenAI работает над пересмотром политики компенсаций в компании.
Марк Чэнь, директор OpenAI по исследованиям, выразил обеспокоенность по поводу кадровых утечек, отметив, что OpenAI готово активно противодействовать этим процессам. Компания вовлекает сотрудников, получивших конкурентные предложения, в процесс переговоров с руководством и разрабатывает новые методы поощрения самых ценных специалистов. Чэнь также отметил, что Meta активно формировала свою команду в сфере ИИ, пытаясь переманить ведущих специалистов OpenAI за счёт серьёзных компенсационных пакетов.
Марк Цукерберг, в свою очередь, объявил о начале работы лаборатории «суперинтеллекта» в Meta, заявив о готовности сделать всё, чтобы Meta стала лидером в развитии ИИ. Он сообщил, что к компании присоединились 11 специалистов из OpenAI, Anthropic и Google.

## Финансирование и инвестиции
В 2025 году стартапы в сфере искусственного интеллекта (ИИ) лидируют по привлечению капитала. Инвесторы вкладывают в ИИ-проекты беспрецедентные суммы, видя в них главный драйвер будущего роста технологий.
- Стартап Thinking Machines Lab (основан бывшим техдиректором OpenAI Мирой Мурати) привлёк около 2 млрд долларов начальных инвестиций при оценке 10 млрд долларов — крупнейший «посевной» раунд в истории[21].
- Компания Meta планирует вложить порядка 15 млрд долларов в стартап Scale AI (разметка данных для нейросетей) в обмен на 49 % акций, что оценивает бизнес в 28 млрд долларов[22].
- Американский медтех-стартап Abridge получил 300 млн долларов инвестиций при оценке около 5,3 млрд долларов для развития платформы ИИ-документации в здравоохранении[23].
- Стартап Together AI привлёк 305 млн долларов инвестиций и довёл свою оценку до 3,3 млрд долларов[24].

ИИ-стартап Илона Маска xAI привлек 10 млрд долларов инвестиций для борьбы с OpenAI и другими конкурентами. Половина средств поступила от продажи обеспеченных облигаций и срочных кредитов, еще 5 млрд долларов — от стратегических инвесторов в обмен на долю в капитале. Оценка xAI после этого раунда может вырасти до 120 млрд долларов, а некоторые инвесторы уже сейчас оценивают компанию в 200 млрд долларов. Привлеченные средства пойдут на масштабирование инфраструктуры: строительство дата-центров, развитие флагманской модели Grok и покупку чипов от NVIDIA и AMD для нового суперкомпьютера Colossus. С момента основания в 2023 году xAI привлекла 14 млрд долларов, из которых к марту 2025 года на балансе оставалось лишь 4 млрд долларов. Тогда же Маск продал своей компании социальную сеть X (бывший Twitter) за 45 млрд долларов — рыночная оценка объединенной группы составила 113 млрд долларов. xAI также готовится привлечь еще 20 млрд долларов в капитал, что усилит конкуренцию с OpenAI, которую Microsoft поддерживает более чем на 10 млрд долларов.
По данным американской консалтинговой компании CB Insights, в I квартале 2025 года венчурное финансирование в ИИ выросло на 51 % по отношению к аналогичному периоду 2024 года и достигло 66,6 млрд долларов.
В России с начала 2025 года венчурные инвестиции в ИИ и машинное обучение лидируют среди всех отраслей. Среди активных инвесторов в ИИ в России в I квартале 2025 года были, например, фонды IIDF (ФРИИ), CК Капитал (Skolkovo Ventures), Сбер, ПАО «Газпром нефть». В 2025 году в РФ запланировано значительное развитие ИИ в рамках государственной стратегии и федеральных проектов. На реализацию федерального проекта «Искусственный интеллект» в 2025 году выделено 7,7 млрд рублей.